# Skye Stout
Skye Stout is een Schots voetbalspeelster. Ze speelt als middenvelder en aanvaller voor Kilmarnock FC in de Schotse Premier League. In augustus 2025 verkreeg ze landelijke bekendheid nadat ze haar eerste profcontract bij Kilmarnock FC had getekend.

## Clubcarrière
Stout doorliep de jeugdopleiding van Kilmarnock FC. Op zestienjarige leeftijd tekende ze haar eerste profcontract bij de club. Hierna werd Stout vanwege haar acne bedolven onder haatreacties. Kilmarnock FC werd gedwongen de berichtgeving over Stout te verwijderen. Ze kreeg vanuit de hele wereld steunbetuigingen voor de haatreacties. Onder andere oud-voetballer Jamie Carragher en politicus Humza Yousaf betuigden steun aan Stout. Bij haar debuut in een oefenwedstrijd voor Kilmarnock FC tegen St. Johnstone wist Stout gelijk vanuit een vrije trap tot scoren te komen en daarmee wist ze haar haters het zwijgen op te leggen.

## Statistieken
| Seizoen | Club          | Land      | Competitie     | Wedstrijden | Doelpunten |
| ------- | ------------- | --------- | -------------- | ----------- | ---------- |
| 2025/26 | Kilmarnock FC | Schotland | Premier League | 0           | 0          |
| Totaal  | Totaal        | Totaal    | Totaal         | 0           | 0          |

Laatste update: 19 augustus 2025